# Rupee
Rupee, pseudonimo di Rupert Clarke (10 settembre 1975), è un musicista barbadiano di musica soca.

## Biografia
È figlio di un militare tedesco e di una donna barbadiana. È sotto contratto con la Atlantic Records ed ha pubblicato tre album.
Nel 2007, Rupee insieme al cantante giamaicano Shaggy e la trinidadiana Fay-Ann Lyons ha registrato il brano The Game of Love and Unity, inno ufficiale della Coppa del Mondo di cricket 2007.
Nel corso della sua carriera Rupee ha inoltre collaborato con vari artisti come Sean Paul, Thara Prashad, Alison Hinds, T.G E.N.T, Lil Kim, Kevin Lyttle, Daddy Yankee, Wisin & Yandel e Rihanna.

## Discografia
- 2002 - Leave a Message
- 2003 - thisisrupee.com
- 2004 - 1 on 1